# Сиак (султанат)
Султанат Сиак (индон. Kesultanan Siak), также известен под полным официальным названием Султанат Сиак Шри Индрапура (индон. Kesultanan Siak Sри Inderapura) — государство, существовавшее на восточном побережье острова Суматра в 1723-1946 годах. Был основан раджой Кечиком, одним из членов правящей семьи государства минангкабау Пагаруюнг, взошедшим на престол с титулом султана под именем Абдул Джалил Рахмад Шах I.
После провозглашения независимости Республики Индонезии 17 августа 1945 года султан Шариф Касим II в добровольном порядке объявил о вхождении султаната в её состав.

## Список султанов Сиака
- Султан Абдул Джалил Рахмад Шах I (1725—1746)
- Султан Абдул Джалил Рахмад Шах II (1746—1765)
- Султан Абдул Джалил Джалалуддин Шах (1765—1766)
- Султан Абдул Джалил Аламуддин Шах (1766—1780)
- Султан Мухаммад Али Абдул Джалил Муззам Шах (1780—1782)
- Султан Яхья Абдул Джалил Музаффар Шах (1782—1784)
- Султан Ассаидис Ашариф Али Абдул Джалил Шахфуддин Баалави (1784—1810)
- Султан Ассаидис Шариф Ибрагим Абдул Джалил Халилуддин (1810—1815)
- Султан Ассаидис Шариф Исмаил Абдул Джалил Джалалуддин (1815—1854)
- Султан Ассаидис Шариф Касим Абдул Джалил Шахфуддин I (Шариф Касим I, 1864—1889)
- Султан Ассаидис Шариф Хасим Абдул Джалил Шахфуддин (1889—1908)
- Султан Ассаидис Шариф Касим Абдул Джалил Шахфуддин I (Шариф Касим II), (1915—1949)